# Nguyễn Minh Công
Nguyễn Minh Công (sinh năm 1994) là một nhà thiết kế thời trang người Việt Nam.

## Tiểu sử và sự nghiệp
Nguyễn Minh Công sinh năm 1994 tại huyện Bình Tân, tỉnh Vĩnh Long trong gia đình có truyền thống may áo bà ba. Theo lời kể của Minh Công thì từ thời tiểu học anh đã yêu thích thiết kế thời trang và bắt đầu vẽ, may trang phục cho búp bê. Năm 2014, anh bắt đầu sự nghiệp khi tham gia chương trình Project Runway và dừng chân ở Top 5. Năm 2016, anh thiết kế trang phục truyền thống cho Nam Em dự thi Miss Earth diễn ra ở Philippines. Đến năm 2017, thiết kế cho Hà Thu bộ trang phục "Chiến binh hoa".
Năm 2020, Minh Công tổ chức show thời trang mang tên "The Princess" để kỷ niệm 5 năm trong nghề. Các thiết kế chủ yếu có chất liệu lụa, voan, ren, đính kết hoa 3D thủ công. Đầu năm 2021, ra mắt bộ sưu tập "Princess Party" được thiết kế theo phong cách quý tộc. Tháng 3 năm 2021, Minh Công thực hiện dự án ra mắt một quyển sách ảnh - tác phẩm lưu giữ lại những mẫu trang phục đẹp nhất của mình, để dành tặng công chúng. Dự án sách ảnh này quy tụ những hình ảnh đẹp mắt, độc đáo nhất của những mẫu trang phục thuộc dạng "best-seller" trong sự nghiệp của anh suốt 5 năm qua. Cùng năm, anh ra mắt bộ sưu tập "Fashion - Food" được thiết kế trên các loại bánh miền Tây Nam Bộ như bánh xèo, bánh da lợn. Bộ sưu tập được Minh Công thực hiện trong lúc giãn cách xã hội ở quê nhà Vĩnh Long. Ngày 16 tháng 11 năm 2021, Nguyễn Minh Công nhận bằng xác lập kỷ lục "Người đầu tiên tại Việt Nam sáng tạo nên bộ sưu tập thời trang mini với chất liệu từ các món ăn của ẩm thực miền Tây Nam Bộ" từ Tổ chức kỷ lục Việt Nam (Vietnam Book of Records). Tháng 12 năm 2021, Minh Công ra mắt bộ sưu tập "The Sunshine" lấy cảm hứng từ những nữ thần trong nền văn hóa Hy Lạp phương Tây. Bộ sưu tập đánh dấu sự trở lại của Nguyễn Minh Công với làng thời trang Việt Nam trong năm 2021.

## Thành tích - Giải thưởng
- Top 5 Project Runway Vietnam 2014.[17]
- Á quân Emeging Designer 2016.[18]
- Kỷ lục "Người đầu tiên tại Việt Nam sáng tạo nên bộ sưu tập thời trang mini với chất liệu từ các món ăn của ẩm thực miền Tây Nam Bộ".[14][15]
- Giải Cống Hiến - Sống bằng sáng tạo 2021 do Tổ chức Kỷ lục Việt Nam trao tặng.
- Đoạt giải Influencers Of The Year 2022 do Tạp Chí Men&Life tổ chức.
- Đại sứ Quảng bá Ẩm thực -  Lễ hội Bánh dân gian Nam bộ 2023.